# Астма у трудноћи
Астма у трудноћи је болест која се чешћа јавља код жена у фертилном добу и која према истраживањима компликује ток 4-8% свих трудноћа, а код неких жена се по првои пут манифестује у трудноћи. Ефекат трудноће на астму је различит; погоршање је чешће од побољшања, али већина трудница нема тешке нападе. Ефекат астме на трудноћу такође варира, али код ових трудница постоји повећани ризик од превременог порођаја и заостајања у развоју фетуса.
Клиничком сликом доминирају напади кашља, углавном сувог, осећај „стезања“ и „пискања“ у грудима и / или отежано дисање чији интензитет може ометати нормалне активности труднице током дана, али и спречити правилан сан. Понекад се ови поремећаји могу повезати са знацима упале (бактеријске или вирусне) респираторног система.
обро контролисана астма доприноси правилном току трудноће и развоју фетуса. Провера технике узимања лека и наставак употребе основних лекова (инхалациони кортикостероиди) у трудноћи, њихово правовремено увођење и примена у довољним дозама смањује потребу за њиховом систематском употребом и смањује потребу за чешћом употребом инхалационих бронходилататора.
Промена претходног инхалационог кортикостероида у будезонид током трудноће може имати благотворан психолошки ефекат код труднице са астмом.  
Сваки лек у трудноћи носи ризик, па  и  било који лек којим се лечи астму, према америчкој Управи за храну и лекове (ФДА), не може се рећи да је потпуно безопасан, а ризик од узимања антиастматичних лекова је далеко мањи од ризика од погоршања болести.

## Опште информације
Контрола астме и дисања током трудноће је веома важна, јер снабдевање организма  мајке и фетуса  кисеоником зависи од мајчиног дисања. Током погоршања болести или напада астме, стање плода може бити озбиљно угрожено Такође, неконтролисана астма повећава ризик од прераног порођаја.
Примена лекова против астма је мање штетна за плод него што може наштетити напад  астме и дуже трајање недостатка кисеоника, и зато је  боље користити и најмању дозу лекова који могу задржати астму под контролом.  
Оптимална контрола астме у трудноћи укључује четири интегралне компоненте:
- објективну процену плућних функција  мајке и раст и развој плода,

- избегавање или контрола преципитирајућих фактора из околине,

- примену адекватне терапије

- едукација пацијента.

Препоручује се примена инхалационе терапије ( Вентолина икоји припада бронходилаторима бета 2 агониста, кратког дејства,  и избегавање системске терапије, кад год то тежина клиничке слике астме дозвољава.
Епидемиолошке студије су показале  да се приближно 1-4% трудноћа компликује бронхијалном астмом, мада многи истраживачи сматрају да су подаци потцењени, јер код многих трудница астма   претходно није дијагностикована.
Неадекватно и недовољно лечена астме код трудница је чест случај, из неоправданог страха од фармаколошких ефеката на плод. Многа студија, међутим, показују да тешка, лоше контролисана астма доноси велике опасности не само по живота мајке већ и плода.

## Смањење ризик од астме у трудноћи
Када планирају трудноћу, особе са астмом морају предузети одређене превентивне мера како би болест довели  у оптимално стањеи тиме:
- смањили учесталост нападе отежаног дисања и гушења,

- смањили интензитет напада

- скратили трајање напада

- избегле потребу за посету  хитним службама.

За све труднице, а посебно оне са астмом, важно је избегавати упале, као и излагање иритантима слузокоже респираторног система (дувански дим, прашина, одређена козметика). Престанак пушења је  важан чинилац јер деца код којих су мајке пушиле током трудноће развијају већи проценат астме. Изложеност алергенима из околине треба избегавати код трудница са алергијском астмом.
Прекомерно испирање ноздрва физиолошким раствором посебно је важно за труднице са знацима алергијског запаљења слузокоже носа и очију. 
Контроли астме током трудноће доприноси и:
- избегавати упале,
- избегавати излагање иритантима слузокоже респираторног система (дувански дим, прашина, одређена козметика).
- престанак пушења је  важан чинилац јер деца код којих су мајке пушиле током трудноће развијају већи проценат астме. Изложеност алергенима из околине треба избегавати код трудница са алергијском астмом.

- боравак у просторијама са довољно влажним ваздухом,

- избегавање излагања хладноћи, влаги, магли,

- адекватно лечење вирусних и бактеријских упала дисајних путева.

Према тренутним сазнањима, интраназална примена флутиказона, мометазона, будезонида у препорученим дозама у условима смањене проходности носа је сигурна.
Будући да улазак киселог садржаја из желуца у једњак и горушица могу погоршати астму, трудницама се саветује да:
- избегавају храну која изазива горушицу,

- да једу  неколико пута дневно у малим оброцима,

- одлазе на спавање најмање три сата након вечерњег оброка

- спавају на уздигнутом узглављу.

## Лечење астме у трудноћи
Трудноћа обично не мења уобичајени начин лечења астме. Инхалациони бронходилататори и кортикостероиди су прва линија одбране у одржавању постојећег стања. Теофилин се више не препоручује за рутинску употребу у трудноћи. У акутним погоршањима, метилпреднизолон 60 мг дат интравенски може се примењивати сваких 6 сати током 24 до 48 сати, а затим преднизон орално у прилагођеној дози.
Да би се скратио напад отежаног удаха и ублажио његов интензитет у трудноћи, као и код свих пацијената са астмом, неопходно је започети терапију са употребом бронходилататора кратког дејства - инхалационих бета-2-агониста (самих или са инхалацијским антихолинергицима) због њихоог брзог ефеката на глатке мишиће бронхија. 
Не постоји забрана употребе инхалационих бета-2-агониста кратког дејства у трудноћи, при чему се у терапији даје предност салбутамолу. Мање се зна о бета-2-агонистима дуготрајног деловања (салметерол и формотерол), али нема потребе за прекидом у првом тромесечју, а могу се узимати у другом и трећем како би се одржала добра контрола астме. 
Нема довољно података о употреби инхалационих антихолинергика током трудноће за давање сигурних препорука, па су они остављени као крајње средство у контроли акутних напада астме, када су инхалациони бета-2-агонист и интравенски кортикостероиди недовољни.
О употреби нхалационих кортикостероида што је раније могуће, одређивање доза које ефикасно смирују запаљенске догађаје у нападу, и могућност њихове краткотрајне употребу и постепено смањење дозе, лекар одлучује, тек након чешћих прегледа и стања труднице.
Већина пулмолога сматра да су антагонисти леукотриена ефикасан додатак астми код трудница које нису реаговале на друге антиастматичне лекове пре трудноће. Показало се да антагонисти леукотриена нису високо тератогени, с тим да је спроведено истраживање које још увек није довољно опсежно за давање препорука.
Препарати теофилина данас се ретко користе у лечењу астме, али је потврђена сигурност њихове употребе у препорученим дозама током трудноће, ако други лекови не пружају задовољавајућу контролу болести.